# Michael G. Wilson
Pour les articles homonymes, voir Michael Wilson et Wilson.
Michael Gregg Wilson [ˈmaɪkəl ɡɹɛɡ ˈwɪlsən] est un producteur et scénariste américain né le 21 janvier 1943 à New York. Il est le coproducteur de James Bond depuis 1979 (au départ avec Albert R. Broccoli, puis avec sa demi-sœur Barbara Broccoli).

## Biographie
Il est le fils de Lewis Wilson, connu pour être le premier interprète de Batman au cinéma, en 1943. À la fin des années 1950, sa mère se remarie avec Albert R. Broccoli. De cette union naît Barbara Broccoli, qui est donc sa demi-sœur.
Sa première expérience sur la saga James Bond date de 1964 : Michael est en vacances à Londres quand Albert R. Broccoli l'invite à le rejoindre aux États-Unis sur le tournage de la séquence de l'attaque de Fort Knox du film Goldfinger. Il incarne l'un des soldats d'Auric Goldfinger. Tout comme tous les autres acteurs qui incarnaient les soldats, Wilson n'avait pas été crédité pour ce rôle.
En 1979, Michael G. Wilson est le producteur délégué du James Bond Moonraker. Par la suite, il sera le producteur de tous les films officiels de James Bond.
Michael G. Wilson est aussi connu pour faire des caméos dans de très nombreux films de James Bond.

## Filmographie

### Producteur délégué
- 1979 : Moonraker (Moonraker)
- 1981 : Rien que pour vos yeux (For Your Eyes Only)
- 1983 : Octopussy

### Producteur
avec Albert R. Broccoli
- 1985 : Dangereusement vôtre (A View to a Kill)
- 1987 : Tuer n'est pas jouer (The Living Daylights)
- 1989 : Permis de tuer (Licence to Kill)

avec Barbara Broccoli
- 1995 : GoldenEye
- 1997 : Demain ne meurt jamais (Tomorrow Never Dies)
- 1999 : Le monde ne suffit pas (The World Is Not Enough)
- 2002 : Meurs un autre jour (Die Another Day)
- 2006 : Casino Royale
- 2008 : Quantum of Solace
- 2012 : Skyfall
- 2015 : 007 Spectre (Spectre)
- 2020 : Le Rythme de la vengeance (The Rhythm Section) de Reed Morano
- 2021 : Mourir peut attendre (No Time to Die) de Cary Joji Fukunaga

### Scénariste
- 1981 : Rien que pour vos yeux (For Your Eyes Only) de John Glen
- 1983 : Octopussy de John Glen
- 1985 : Dangereusement vôtre (A View to a Kill) de John Glen
- 1987 : Tuer n'est pas jouer (The Living Daylights) de John Glen
- 1989 : Permis de tuer (Licence to Kill) de John Glen

### Autres
- 1973 : Vivre et laisser mourir (Live and Let Die) de Guy Hamilton (avocat d'EON Productions, non crédité)
- 1974 : L'Homme au pistolet d'or (The Man with the Golden Gun) de Guy Hamilton (consultant technique et avocat d'EON Productions, non crédité)
- 1977 : L'espion qui m'aimait (The Spy Who Loved Me) de Lewis Gilbert (spécial assistant du producteur)
- 2006 : Casino Royale de Martin Campbell (consultant pour le poker, non crédité)

### Acteur et caméos
- 1964 : Goldfinger de Guy Hamilton : l'un des soldats ennemis
- 1971 : All the Way Home (téléfilm) de Fred Coe : Jim-Wilson Follet
- 1977 : L'espion qui m'aimait (The Spy Who Loved Me) de Lewis Gilbert : un homme dans le théâtre des pyramides
- 1979 : Moonraker de Lewis Gilbert : un homme devant la verrerie / un touriste sur un pont / un contrôleur de la NASA
- 1981 : Rien que pour vos yeux (For Your Eyes Only) de John Glen : pope grec quand Bond rencontre Q dans l'église
- 1983 : Octopussy de John Glen : un membre du conseil de la sécurité russe / un passager bateau de touristes quand Bond s'échappe du palais de Kamal Khan
- 1985 : Dangereusement vôtre (A View to a Kill) de John Glen : voix (VO) que l'on entend faiblement quand Bond et Stacey prennent l'ascenseur à l'hôtel de ville de San Francisco en pleine nuit
- 1987 : Tuer n'est pas jouer (The Living Daylights) de John Glen : le patron de l'opéra de Vienne
- 1989 : Permis de tuer (Licence to Kill) de John Glen : voix (VO) que l'on entend au début du pré-générique
- 1995 : GoldenEye de Martin Campbell : un membre du conseil de la sécurité russe
- 1997 : Demain ne meurt jamais (Tomorrow Never Dies) de Roger Spottiswoode : Tom Wallace, le vice-président de CMGN en vidéoconférence avec Elliot Carver
- 1999 : Le monde ne suffit pas (The World Is Not Enough) de Michael Apted : le portier de la salle de jeu privée de Valentin Zukovsky
- 2002 : Meurs un autre jour (Die Another Day) de Lee Tamahori : Général Chandler
- 2006 : Casino Royale de Martin Campbell : le chef de la police
- 2008 : Quantum of Solace de Marc Forster : le client de l'hôtel assis en train de lire un journal quand Bond récupère à la réception la mallette d'Edmund Slate
- 2012 : Skyfall  de Sam Mendes : une personne aux funérailles
- 2015 : 007 Spectre  de Sam Mendes : un homme discutant avec C
- 2015 : The Program de Stephen Frears : le docteur